# О’Бэннон, Рокни
Рокни О’Бэннон (англ. Rockne S. O’Bannon, родился 12 января 1955, Лос-Анджелес, Калифорния, США) — продюсер и писатель. Автор идеи таких фильмов и сериалов как «Нация пришельцев» (Alien Nation) , «Подводная Одиссея» (seaQuest DSV) , «Треугольник» и «На краю Вселенной» (Farscape) . Он женат, имеет трёх детей: дочь и двух сыновей. В настоящее время проживают в Калифорнии, США.
O’Бэннон начал писать свои первые рассказы в возрасте 12 лет, некоторые из них печатались в местной газете. Он рос под сильным влиянием киноиндустрии. Он был окружен фильмами с самого своего рождения. Его отец работал в различных фильмах с Фрэнком Синатрой, а его мать была профессиональной танцовщицей. Первая по-настоящему важная публикация О’Бэннона была в 19 лет, после того как он окончил среднюю школу. В настоящее время он работает над несколькими новыми проектами, премьеры которых состоятся весной 2008 года.

## Биография

### Ранняя жизнь
О'Бэннон родился в Лос-Анджелесе. Его отец, Чарльз О'Бэннон, проработал осветителем в Warner Brothers более чем 30 лет. Его мать, Шейла, была танцовщицей в MGM Grand, после стала домохозяйкой. Отец приносил ему для чтения сценарии, а также водил показывать декорации Warner Brothers. О'Бэннон никогда не получал какого-либо формального высшего образования, начать работать ещё в средней школе. Он продолжал писать многочисленные сценарии в свободное время и начал демонстрировать их тем, кто мог бы ими заинтересоваться. Он продал свой первый материал для сериала Удивительные истории, который выходил на канале NBC.

## Фильмография

### Сценарист
- 1985 — Сумеречная зона
- 1985 — Удивительные истории
- 1988 — Нация пришельцев
- 1988 — Нация пришельцев (телесериал)
- 1990 — Fear
- 1993 — Подводная одиссея
- 1995 — Пчёлы-убийцы
- 1999 — На краю Вселенной
- 2005 — Бермудский треугольник (мини-сериал)
- 2009 — V
- 2013 — Культ
- 2013 — Вызов
- 2013 — Революция
- 2014 — Константин

### Режиссёр
- 1990 — Fear
- 1995 — Пчёлы-убийцы